# Želimir Janeš
Želimir Janeš (Sisak, 12. prosinca 1916. − Zagreb, 23. siječnja 1996.), hrvatski je kipar i jedan od najznačajnijih hrvatskih medaljera.Rođen je u Sisku, 12. prosinca 1916., a umro je u Zagrebu, 23. siječnja 1996. Diplomirao je na Akademiji likovnih umjetnosti u Zagrebu   1941.   u klasi Frane Kršinića, a sitnu plastiku učio je kod kipara i medaljera Ive Kerdića. Usavršavao se kod Ivana Meštrovića (1941. – 42.) i Antuna Augustinčića (1945. – 46.). Bio je suradnik Majstorske radionice F. Kršinića. Od 1956. bio je nastavnik u Školi primijenjene umjetnosti u Zagrebu, a 1961–87. profesor kiparstva na Akademiji.Za svoj kiparski, medaljerski i pedagoški rad primio je niz priznanja i nagrada: između ostalih i godišnju nagradu "Vladimir Nazor" 1970. te isto priznanje za životno djelo 1989. godine.Bio je član Hrvatske akademije znanosti i umjetnosti od 1977. godine do smrti(od 1977. član suradnik,od 1992. redovni član).

## Vanjske poveznice
dizbi.hazu.hr/object/linked/c2o/1905